# Ленинское сельское поселение (Кемеровская область)
Ленинское се́льское поселе́ние — упразднённое муниципальное образование в Яшкинском районе Кемеровской области Российской Федерации.
Административный центр — посёлок Ленинский.

## История
Статус и границы сельского поселения установлены Законом Кемеровской области от 17 декабря 2004 года № 104-ОЗ «О статусе и границах муниципальных образований»

## Население
| 2010  | 2011  | 2012  | 2013  | 2014  | 2015  | 2016  |
| ----- | ----- | ----- | ----- | ----- | ----- | ----- |
| 1448  | ↘1446 | ↗1491 | ↘1437 | ↘1396 | ↘1345 | ↘1327 |
| 2017  | 2018  | 2019  |       |       |       |       |
| ↘1312 | ↘1286 | ↘1274 |       |       |       |       |

## Состав сельского поселения
| № | Населённый пункт   | Тип населённого пункта          | Население |
| - | ------------------ | ------------------------------- | --------- |
| 1 | Верх-Иткара        | деревня                         | 0         |
| 2 | Дауровка           | деревня                         | 44        |
| 3 | Иткара             | деревня                         | 42        |
| 4 | Кулаково           | деревня                         | 139       |
| 5 | Ленинский          | посёлок, административный центр | 706       |
| 6 | Саломатово         | деревня                         | 358       |
| 7 | Сосновый Острог    | деревня                         | 31        |
| 8 | Усть-Сосновка      | деревня                         | 25        |
| 9 | Юрты-Константиновы | деревня                         | 103       |